# Hugues C. Pernath
Hugues C. Pernath (1931-1975) és el pseudònim d'Hugo Wouters, un poeta belga que escriu en neerlandès.
Va néixer a Borgerhout, el 15 d'agost del 1931. Va treballar de militar de carrera, de llibreter i de comtable. Debuta el 196 amb Het uur Marat (L'hora de Marat). La seva obra inicial es caracteritza per un manierisme modern, que tendeix al pessimisme. En un segon període la seva poesia esdevé menys hermètic i tendeix vers un realisme més prop de la realitat. Era amistançat amb l'escriptor Hugo Claus, per a qui el 1967 va actuar representar a pèl una de les persones de la Santíssima Trinitat en la peça de teatre Masscheroen, que va ser prohibida. El 1961 va rebre el premi literari Arkprijs de la paraula lliure per al seu recull Het Masker Man (La màscara home).
Va morir a la seva ciutat natal el 4 de juny de 1975.

## Obres destacades
Traduït en català
Terres de Ponent, també en mi
En neerlandès
- Het uur Marat (1958)
- Soldatenbrieven (1961), junts amb el poeta Paul Snoek
- De acht hoofdzonden (1970) (El huit pecats capitals)
- Instrumentarium voor een winter (1963) (Instrumentari per a un hivern)
- Mijn tegenstem, 1973. (La meva contraveu, premi Jan Campert, 1974)
- Gedichten (2005) (Obra completa)[5]

Una bibliografia completa es troba a la Biblioteca digital de la literatura neerlandesa.